# Lai Xiaomin
Lai Xiaomin, cinese:赖小民 (Ruijin, 21 luglio 1962 – Tientsin, 29 gennaio 2021), è stato un economista e dirigente d'azienda cinese, che ha ricoperto il ruolo di presidente del consiglio di amministrazione di China Huarong Asset Management da settembre 2012 al 17 aprile 2018, in quanto indagato per corruzione. Il 5 gennaio 2021 Lai è stato condannato a morte senza grazia per corruzione, appropriazione indebita e bigamia. Sono strati sequestraati anche i suoi beni privati.  La sentenza è stata eseguita il 29 gennaio 2021.
Durante la sua carriera ha ricoperto vari incarichi nella Banca popolare cinese, tra cui quelli di vicedirettore e direttore del dipartimento centrale dei finanziamenti della Banca popolare cinese, direttore della seconda divisione della banca, vicedirettore del dipartimento di gestione del credito e vicedirettore della seconda divisione di vigilanza bancaria.

## Biografia
Lai è nato in una famiglia di contadini molto poveri a Ruijin, nello Jiangxi, il 21 luglio 1962. Era il più giovane dei cinque fratelli. Nel 1979, si classificò primo nella contea per l'esame Gaokao. Successivamente, ha studiato presso l'Università di Finanza ed Economia dello Jiangxi, laureandosi nel 1983 e specializzandosi in gestione economica.
A partire dal luglio 1987, ha ricoperto diversi incarichi presso la Banca popolare cinese, tra cui vice direttore di divisione, direttore di divisione e vice direttore di dipartimento. Nell'aprile 2003 è stato trasferito alla China Banking Regulatory Commission (CBRC), dove ha lavorato fino al dicembre 2005. È stato promosso a vice segretario del partito e presidente di China Huarong Asset Management nel gennaio 2009. Nel settembre 2012 è stato nuovamente promosso per diventare il segretario del partito e presidente del consiglio, la massima carica politica all'interno dell'azienda. 
Lai era un membro del Partito Comunista Cinese (PCC), segretario del Partito del Comitato del PCC di China Huarong Asset Management. In qualità di segretario del partito, nel 2015 ha sottolineato che durante il funzionamento di China Huarong Asset Management, il Comitato del PCC dovrebbe svolgere un ruolo centrale e i membri del partito dovrebbero svolgere un ruolo esemplare. 
In carica dal marzo 2013 al marzo 2018 è stato uno dei circa 2980 delegati (carica paragonabile a quella di un parlamentare) al XII Congresso nazionale del popolo.
Il 5 gennaio 2021 è stato condannato a morte per corruzione, appropriazione indebita e bigamia. La sentenza è stata eseguita il 29 gennaio 2021 La sua confessione è stata trasmessa dalla televisione di stato cinese, la CCTV.